# Platební bilance
Platební bilance, přesněji platební bilance zahraničního obchodu, je záznam všech ekonomických transakcí mezi obyvateli země a zbytkem světa v určitém časovém období (běžně za účetní rok). Tyto transakce provádějí jednotlivci, firmy a vládní orgány.
Aby bylo možné správně interpretovat údaje platební bilance, je nutné pochopit, jak je účet platební bilance vytvořen.  Platební bilance zahrnuje platby za export a import zboží, služby, finanční kapitál a finanční převody země. Je připravena v jednotné měně, obvykle v domácí měně pro dotyčnou zemi. Účty platební bilance vedou systematické záznamy o všech ekonomických transakcích (viditelných i neviditelných) země se všemi ostatními zeměmi v daném časovém období. Zdroje finančních prostředků pro národ, jako je export nebo příjem z půjček a investic, se zaznamenávají jako kladné nebo přebytkové položky. Využití finančních prostředků, například na dovoz nebo na investice v zahraničí, se zaznamenává jako záporné nebo schodkové položky.

## Struktura platební bilance
Platební bilanci lze strukturovat horizontálně nebo vertikálně. Vertikální struktura člení platební bilanci na položky kreditní a debetní. Kreditní položky představují příliv peněz (případně jiných ocenitelných statků) do ekonomiky, tzn. zvýšení nabídky devizy. Naopak debetní položky představují odliv peněz a tedy zvýšení poptávky po devizách.
Horizontální struktura se skládá z následujících položek (účtů):
1. běžný účet
  1. obchodní bilance – vývoz a dovoz zboží
  2. bilance služeb – vývoz a dovoz služeb
  3. bilance výnosů – příjmy a jiné kompenzace tuzemcům ze zaměstnání v zahraničí a cizozemcům ze zaměstnání v naší zemi, příjmy a výdaje související se zahraničními investicemi (zejm. úrok, dividenda a reinvestované zisky).
  4. bilance běžných převodů – transakce, které nevedou ke vzniku závazků či pohledávek ve vztahu k zahraničí.
2. kapitálový účet – obsahuje příjmy a výdaje spojené s kapitálovými transfery v důsledku migrace obyvatelstva, převody nefinančních hmotných aktiv a nehmotných práv
3. finanční účet
  1. bilance přímých investic
  2. bilance portfolio investic
  3. bilance finančních derivátů
  4. ostatní dlouhodobý kapitál (úvěry poskytované do zahraničí a přijímané ze zahraničí)
  5. ostatní krátkodobý kapitál
4. účet chyb a opomenutí – odchylky zapříčiněné neúplností informací o zahraničním obchodu
5. příděl zvláštních práv čerpání
6. rezervy a příslušné položky

Z účetního hlediska musí vždy být ve výsledku platební bilance nulová – čisté přebytky a schodky platební bilance mohou být zapříčiněny statistickou diskrepancí.

## Salda platební bilance

Běžný účet platební bilance, příjem, výdaj a saldo

Pro analýzu vnější ekonomické rovnováhy se používají různá salda (rozdíl kreditních a debetních položek) platební bilance, která v sobě zahrnují určité účty.
Mezi nejčastěji používaná salda patří:
- saldo obchodní bilance
- saldo výkonové bilance
- saldo běžného účtu (saldo běžné bilance) – odliv finančních prostředků do zahraničí v porovnání s přírůstkem zahraničních pasiv.
- saldo základní bilance
- saldo maximální likvidity (úplné saldo platební bilance)

V populární terminologii (v tisku apod.) se většinou hovoří o běžném nebo finančním účtu platební bilance (resp. o jejich saldech), jejichž částečné platební bilance jsou běžně nenulové. Pokud jsou příjmy větší než výdaje, jedná se o aktivní saldo (běžného nebo kapitálového účtu) platební bilance, jehož důsledkem je přebytek, v opačném případě se jedná o saldo (běžného nebo kapitálového účtu) pasivní, jehož důsledkem je schodek.
Výkaz platební bilance sestavuje Česká národní banka dle pravidel Mezinárodního měnového fondu.

## Nerovnováha
Zatímco platební bilance musí celkově zůstat v rovnováze, přebytky nebo schodky jednotlivých prvků mohou vést k nerovnováze mezi zeměmi. Obecně existují obavy o schodcích na běžném účtu. Země s deficitem na svých běžných účtech si vytvoří rostoucí dluh nebo uvidí zvýšené zahraniční vlastnictví svých aktiv. Typy deficitů, které obvykle vyvolávají obavy, jsou:
- Viditelný obchodní deficit, ve kterém země dováží více fyzického zboží, než vyváží (i když je vyváženo ostatními složkami běžného účtu).
- Celkový schodek běžného účtu.
- Základní schodek, kterým je běžný účet s přímými zahraničními investicemi (avšak bez dalších prvků kapitálového účtu, jako jsou krátkodobé úvěry a rezervní účet).

## Příčiny nerovnováhy platební bilance
Existují protichůdné názory na primární příčinu nerovnováhy platební bilance, s ohledem na USA, které v současné době mají zdaleka největší deficit. Konvenční názor je, že hlavní příčinou jsou faktory běžného účtu - mezi ně patří směnný kurz, fiskální deficit vlády, konkurenceschopnost podniků a soukromé chování, jako je ochota spotřebitelů jít do dluhu na financování další spotřeby. Alternativní pohled, který je uveden v dokumentu Bena Bernankeho z roku 2005, spočívá v tom, že primárním hnacím motorem je kapitálový účet, kde globální nadbytek spoření způsobený spořícími v zemích s přebytkem překonává dostupné investiční příležitosti a je tlačen do USA, což má za následek nadměrnou spotřebu a inflaci cen aktiv.

## Balanční mechanismy
Jednou ze tří základních funkcí mezinárodního měnového systému je poskytnout mechanismy k nápravě nerovnováhy. Obecně lze říci, že existují tři možné metody, jak napravit nerovnováhu platební bilance, i když v praxi se obvykle používá směs obsahující určitý stupeň alespoň prvních dvou metod. Tyto metody jsou:
- Úpravy směnných kurzů
- Úprava vnitřních cen zemí spolu s jejich úrovní poptávky
- Úprava založená na pravidlech

Zlepšení produktivity, a tím i konkurenceschopnosti, může také pomoci, stejně jako může zvýšit vhodnost vývozu jinými prostředky, i když se obecně předpokládá, že se národ vždy snaží vyvíjet a prodávat své výrobky podle svých nejlepších schopností.

### Opětovné vyvážení změnou směnného kurzu
Posun hodnoty národní měny směrem nahoru vůči ostatním způsobí, že vývoz země bude méně konkurenceschopný a dovoz bude levnější, a tak bude mít tendenci korigovat přebytek běžného účtu. Rovněž má tendenci snižovat atraktivitu investičních toků na kapitálovém účtu, což také pomůže s přebytkem. Naopak posun hodnoty národní měny směrem dolů znesnadňuje občanům kupovat dovozy a zvyšuje konkurenceschopnost jejich vývozu, a pomáhá tak korigovat schodek (i když řešení často nemá pozitivní dopad okamžitě kvůli Marshall – Lernerově podmínce).
Směnné kurzy mohou být upraveny vládou v režimu založeném na pravidlech nebo v řízeném měnovém režimu, a pokud se budou volně pohybovat na trhu, mají tendenci měnit se směrem, který obnoví rovnováhu. Pokud země prodává více, než dováží, poptávka po její měně bude mít tendenci se zvyšovat, protože ostatní země nakonec potřebují měnu prodávající země k provedení plateb za vývoz. Mimořádná poptávka má tendenci způsobovat nárůst ceny měny v porovnání s ostatními. Pokud země dováží více než exportuje, má tendence zvyšovat nabídku své vlastní měny na mezinárodním trhu, když se ji snaží směnit za cizí měnu, aby zaplatila za svůj dovoz, a tato dodatečná nabídka má tendenci způsobit pokles ceny. Efekty platební bilance nejsou jediným tržním vlivem na směnné kurzy, ale jsou také ovlivněny rozdíly v národních úrokových sazbách a spekulacemi.

### Mechanismy vyvažování založené na pravidlech
Národy se mohou dohodnout, že si své směnné kurzy stanoví proti sobě, a pak napraví všechny nerovnováhy, které vzniknou změnami směnných kurzů založenými na pravidlech a sjednanými změnami směnných kurzů a jinými metodami. Příkladem systému založeného na pravidlech byl  Brettonwoodský systém s pevnými, ale nastavitelnými směnnými kurzy. John Maynard Keynes, jeden z architektů systému Brettonwoodského systému, chtěl další pravidla, která by povzbudila země s přebytkem ke sdílení břemene opětovného vyvážení. Argumentoval tím, že jsou v silnějším postavení, aby tak učinily, a považoval jejich přebytky za negativní externality uvalené na globální ekonomiku. Keynes navrhl, že tradiční vyrovnávací mechanismy by měly být doplněny hrozbou zabavení části nadměrného příjmu, pokud se země s přebytkem nerozhodla utratit za další dovozy. Američané však v té době jeho myšlenky nepřijali. V letech 2008 a 2009 propagoval americký ekonom Paul Davidson svou vylepšenou formu Keynesova plánu jako možné řešení globálních nerovnováh, které by podle jeho názoru rozšířilo růst všude kolem, aniž by hrozilo riziko jiných metod vyvážení.

## Rovnováha
Mnohdy se tvrdí, že platební bilance musí být vyrovnaná. Fakticky je však tato rovnováha samozřejmá. Dlouhodobě není možné, aby si občané jedné země kupovali více zboží a služeb, než kolik poskytnou, a to ze stejných důvodů, jako to nemůže dlouhodobě dělat žádná soukromá osoba nebo firma. Aktivní politika, která rovnováhu ustavuje, proto není potřeba. Nicméně mnozí, zvláště keynesiánští, ekonomové zařazují i tuto položku mezi cíle makroekonomické politiky. Jistým paradoxem je, že téměř nikdy se nehovoří o nutnosti dosáhnout rovnováhy v okamžiku, kdy daná země exportuje více než dováží, zato téměř vždy se žádá alespoň rovnováhy, pokud je tomu naopak. Přitom, pokud některé země na světě zaznamenávají exportní přebytky, musí nějaké jiné více dovážet než vyvážet.
Nástrojů, kterými lze ustavit rovnováhu, případně dosáhnout přebytku, je několik. Je možné snížit dovozy zavedením nějakých restriktivních opatření, jako jsou cla, případně kvóty. V některých případech jsou takováto opatření zavedena, byť zdánlivě mají odlišný cíl, například stanovením nějakých parametrů dováženého zboží, které nelze snadno splnit. Manifestovaným cílem tedy je ochrana spotřebitele, ale faktickým důsledkem je pokles importu. Země, která cla a kvóty zavádí, se však vystavuje nebezpečí odvety. Další možností je znehodnocení vlastní měny, což však vede k importované inflaci. Za nejvhodnější nástroj bývá považována devizová politika, centrální banka jejích nástrojů může využít k oslabení kurzu své měny. Díky tomu budou exporty, nahlíženo očima zahraničních kupců, levnější a importy, nahlíženo občany daného státu, dražší. Ještě jiným způsobem je přímé subvencování výroby některého exportního zboží.
Ať už ale autority zvolí jakýkoliv postup, každý z nich je fakticky téže povahy, a sice jde o zásah do preferencí spotřebitele. Jestliže v nějakém okamžiku si přáli občané dané země uskutečnit více dovozů než vývozů, rovnováhy či přebytku exportu se dá dosáhnout pouze za cenu nucené změny těchto tužeb. Většina spotřebitelů tedy ztrácí. Je však možné, aby někteří získali, například majitelé přímo subvencovaných firem.